# Förnasåll
Förnasåll är ett redskap som används för att samla in och undersöka smådjur, till exempel insekter, spindlar och maskar som lever i eller befinner sig i humusskiktet eller förnan. 
Förnasållet är en cylinder av tyg som delas på mitten av en sil. Tyget knyts ihop i botten av cylindern. Förnan läggs på silen och sållet skakas. Smådjur, jord och andra mindre partiklar hamnar då under silen och pinnar och andra större föremål ovanpå. Jorden med smådjuren läggs i en burk där de kan förvaras för att senare studeras.